# 寺本建雄
寺本建雄（てらもと たてお 1946年9月9日（78歳））は、日本の作曲家・編曲家・歌手・イラストレーター・デザイナー・脚本家。LALALA Office所属。

## 来歴
北海道の寺院出身。ジャーナリストの親からの教育は「勉強するな」であった。6歳から東京小平市在住。東京都立小金井工科高等学校在学時、御茶の水美術学院と東京デザイナー・アカデミーの夜学に。6年間の練馬区役所勤務を経て音楽家に。統一劇場を経て、1983年、劇団ふるさときゃらばん創設に参加。今まで作曲したミュージカルナンバーは800曲を越える。第19回菊田一夫演劇賞を音楽家として初受賞した。2010年は作曲と企画に対して東京都消防庁消防総監より感謝状を授与される。
100通りのありがとう主催者である。

## 楽曲提供
- ミュージカル「咸く宜し（ことごとくよろし）」[2]
- 「サラリーマンの金メダル」
- 「男のロマン女のフマン」

## 著書
- 英 伸三・寺本 建雄『桜狩り 昭和篇―英伸三写真集』日本写真企画、2012年4月。ISBN 978-4903485652。

## 受賞歴
- 第19回（1993年度）菊田一夫演劇賞[1]